# 키스 켈로그
조지프 키스 켈로그 주니어(Joseph Keith Kellogg Jr., 1944년 5월 12일~)는 미국의 외교관이자 미국 육군 중장으로 전역했다. 그는 이전에 마이크 펜스 부통령의 국가안보보좌관, 도널드 트럼프 1기 행정부에서 미국 국가안전보장회의의 행정 비서관 및 비서실장을 역임했다. 그는 마이클 플린의 사임 이후 권한대행으로 미국 국가안보보좌관직을 맡았다. 켈로그는 현재 트럼프 대통령의 우크라이나 특사로 재직 중이다.

## 삶과 경력

### 초기 삶과 교육
켈로그는 오하이오주 데이턴 (오하이오주)에서 헬렌(코스텔로)과 조지프 키스 켈로그의 아들로 태어났다. 1961년에 그는 롱비치 폴리테크닉 고등학교에서 졸업장을 받았다. 켈로그는 샌타클래라 대학교에서 예비 장교 훈련단을 통해 육군 보병 장교로 임관했다. 재직 중 켈로그는 캔자스 대학교에서 국제 관계학 과학 석사 학위를 받았다. 켈로그는 이후 미국 육군참모대학교에서 고위급 경영 및 외교를 공부했다.

### 군 복무

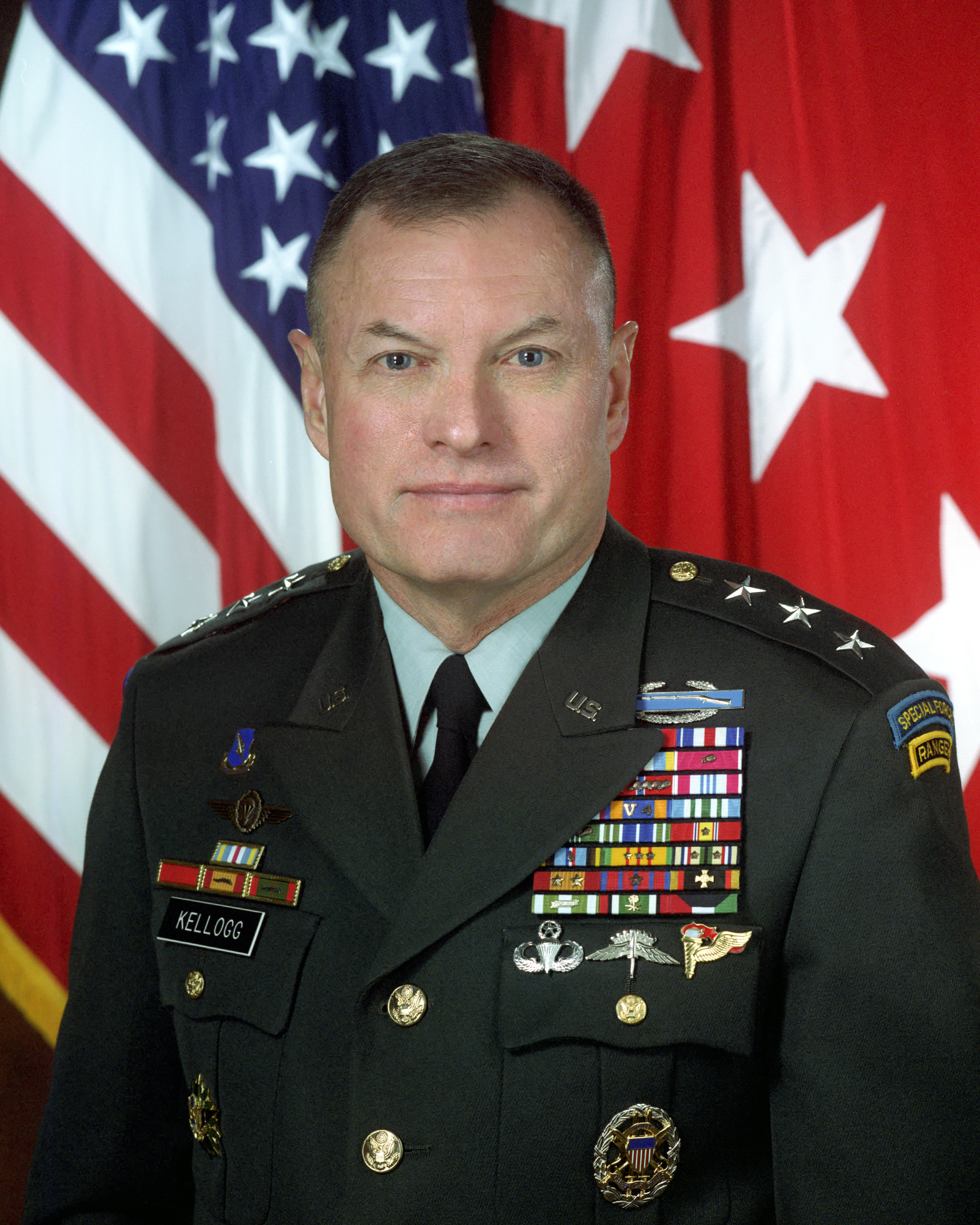
합참 J6 키스 켈로그 중장의 공식 초상화

베트남 전쟁 동안 그는 제101공수사단에서 복무했으며 미 육군 특수부대 장교 자격을 획득한 후 캄보디아군에 대한 특수부대 고문으로 복무했다. 베트남에서 복무하는 동안 켈로그는 은성훈장, "V" 장치와 동성훈장, "V" 장치와 에어 메달을 받았다.
1985년, 당시 중령 켈로그는 모하비 사막에 위치한 포트 어윈 국립 훈련 센터(NTC)로 순환 배치된 최초의 경보병 부대가 된 제504공수보병연대 제1대대를 지휘했다. 켈로그는 이후 정의의 작전 동안 제7보병사단 제3여단을 지휘했다.
1990년부터 1991년 걸프 전쟁 동안 켈로그는 제82공수사단에서 처음에는 참모장으로, 그 다음에는 부사령관으로 복무했다. 켈로그는 이어서 유럽 특수작전사령부(SOCEUR) 사령관을 역임한 후 1996년에 제82공수사단 사령관을 맡았다.
켈로그는 2001년 9월 11일 공격 당시 펜타곤에서 합동참모본부 J6(지휘, 통제, 통신 및 컴퓨터 담당 국장)으로 복무하는 중장이었다. 아메리칸 항공 77편 테러 사건이 펜타곤에 충돌한 후, 켈로그는 폴 월포비츠 미국 국방부 부장관과 함께 레이븐 록 산악 단지에 있는 대체 지휘소의 책임을 맡았다. 그는 2003년에 육군에서 전역했다.

### 민간 부문
켈로그는 현역 복무를 마친 후 오라클 (기업)의 국토안보부 자문위원으로 합류했지만, 2003년 12월부터 2004년까지 연합 임시 당국(CPA)에서 주요 직책을 맡았다. 켈로그는 바그다드에서 CPA의 최고 운영 책임자로 복무했으며, 2003년 미국 주도 이라크 전쟁과 이라크군 해산 이후 이라크의 전환 정부였다. 이 기간 동안 켈로그는 관료주의를 타파하는 것으로 알려진 "신속 처리자"라는 명성을 얻었으며, 대규모 재건 과정에서 속도와 규율을 보장하는 임무를 맡았다. CPA에서의 복무를 마친 후 켈로그는 국방부 공로훈장을 받았다.
그는 2005년 1월부터 CACI 인터내셔널과 이후 큐빅 코퍼레이션에서 직책을 맡았다.
2021년부터 2025년까지 그는 아메리카 퍼스트 정책 연구소의 신미국안보센터 의장을 역임했다.

### 트럼프 선거운동 및 행정부

에어 포스 원에서 대통령을 기다리는 미국 국가안보보좌관 권한대행 키스 켈로그

도널드 트럼프 2016년 대통령 선거 운동은 2016년 3월에 켈로그를 외교 정책 고문으로 지명했다. 트럼프는 켈로그에게 대통령 전환기 국방 행동 팀을 책임지게 했다. 2016년 12월 15일, 도널드 트럼프 대통령 당선인은 켈로그를 미국 국가안전보장회의의 비서실장 겸 행정 비서관으로 임명할 계획을 발표했다.
2017년 2월 13일, 마이클 플린의 사임 이후 켈로그는 트럼프가 영구적인 후임을 임명할 때까지 미국 국가안보보좌관 권한대행이 되었다. 트럼프 대통령은 켈로그와 다른 세 명을 인터뷰했고, 최종적으로 H. R. 맥매스터를 선택했다.
2018년 4월, 마이크 펜스 부통령은 켈로그를 자신의 국가안보보좌관으로 선택했다. 백악관에 따르면, 켈로그는 계속해서 트럼프의 보좌관으로 재직할 것이라고 했다.
트럼프의 탄핵(이후 무죄 판결)으로 이어진 트럼프-우크라이나 스캔들 동안 켈로그는 트럼프의 우크라이나 대통령과의 통화에서 "어떤 잘못이나 부적절한 것도 듣지 못했다"고 말했다.
켈로그는 2020년 8월 26일 2020년 공화당 전당대회에서 연설했다.
켈로그는 2021년 미국 국회의사당 습격 사건 당시 백악관에 트럼프와 함께 있었고, 펜스가 국회의사당을 떠나지 않기로 한 결정을 옹호했다. 미국 비밀경호국이 펜스를 더 안전한 곳으로 옮기려 할 때, 펜스는 계속 머물 것을 주장했다. 켈로그는 당시 백악관 작전 담당 부비서실장이었던 앤서니 오나토 (이전 비밀경호국 소속)에게 펜스가 왜 대피하지 않는지 설명한 것으로 알려졌다. "토니, 그렇게 할 수 없어. 그를 그 자리에 둬. 그에게는 할 일이 있어. 난 당신들을 너무 잘 알아. 기회만 되면 그를 알래스카로 날려 보낼 거야. 그러지 마." 켈로그는 펜스가 밤새도록 머물러야 하더라도 그가 머물 것이라고 분명히 했다. 켈로그는 2021년 12월 2021년 미국 국회의사당 습격에 대한 미국 하원 특별위원회에 선서 증언에서 대통령의 참모진이 대통령에게 소요를 진압하기 위한 즉각적인 조치를 취하도록 권고했지만, 그가 거부했다고 밝혔다.
2024년 6월, 켈로그와 트럼프의 국가안보회의 참모진으로 일했던 프레드릭 H. 플라이츠는 트럼프에게 러시아의 우크라이나 전쟁을 종식시키기 위한 평화 계획을 상세히 제시했다. 이 계획은 현재 전선에서의 휴전을 제안하며, 러시아와 우크라이나 모두를 평화 회담으로 강제하고, 우크라이나가 휴전 및 평화 회담에 동의하면 우크라이나에 대한 군사 원조를 계속할 것을 제안한다. 만약 러시아가 휴전 및 평화 회담에 동의하지 않으면, 미국은 우크라이나에 대한 무기 공급을 늘릴 것이다. 우크라이나는 점령 및 합병된 영토를 러시아에 공식적으로 양도할 필요는 없지만, NATO 가입 계획을 더 오랜 기간 연기하고, 현재 러시아 점령 하에 있는 영토는 데 팍토 러시아의 통제 하에 남아있게 될 것이다. 켈로그와 플라이츠는 그들의 주된 관심사는 전쟁이 양국 젊은 남성 세대 전체를 쓸어버릴 수 있는 소모전으로 변질되었다는 것이라고 말했다.

## 특사

### 우크라이나 및 러시아 주재 미국 특사
2024년 11월, 트럼프 대통령 당선인은 켈로그를 우크라이나와 러시아 주재 특사로 지명했다. 켈로그는 다른 트럼프 지지 외교 정책 전문가들보다 우크라이나를 더 지지하는 것으로 알려졌다.
폴리티코는 그의 몇몇 행동이 2025년 2월 백악관의 신뢰를 잃게 만들었다고 보도했다. 도널드 트럼프와 가까운 사람들은 그가 우크라이나에 너무 우호적이라고 여겨지는 전 국무부 대변인 헤더 노어트를 고문으로 고용한 것을 비판했다. 키스 켈로그는 2025년 2월 18일 사우디아라비아에서 세르게이 라브로프 러시아 외무장관과의 회담에 배제되었다. 백악관은 또한 그가 같은 시각 키이우에서 볼로디미르 젤렌스키와 만나던 중 트럼프 행정부에 대한 우크라이나 지도자들의 비판에 이의를 제기하지 않은 것을 비판했다. 백악관은 켈로그에게 회담 후 예정된 기자회견을 취소하라고 명령했다.
3월 15일, 러시아의 불평 이후 그의 역할은 우크라이나 특사로 제한되었다.

### 우크라이나 주재 미국 특사
러시아의 우크라이나 침공 시작 이후 네 번째 종려주일인 2025년 4월 13일, 러시아는 우크라이나 수미에 탄도 미사일 공격을 감행했다. 이에 대해 켈로그는 수미 공격이 "어떤 품위의 선도 넘었다"며 백악관이 분쟁 종식에 전념하고 있다고 말했다. 그는 "수십 명의 민간인이 사망하고 부상당했다. 전직 군 지도자로서 나는 표적 설정을 이해하지만, 이것은 잘못된 일이다"라고 덧붙였다.

## 개인 생활
켈로그는 1980년에 아내 페이지와 결혼했다. 그녀는 1983년 미국의 그레나다 침공 때 복무한 전 미 육군 장교이자 공수부대원이다. 그들은 세 자녀를 두고 있다.
켈로그는 네 자녀 중 둘째이다. 그의 형인 마이크 켈로그는 전직 프로 미식축구 선수이자 로스앤젤레스 카운티 고등법원 판사이다. 그의 여동생 캐시는 전직 배우로 현재는 임상심리사이다. 그의 남동생 제프는 전 롱비치 시의회 의원이었으며, 롱비치 커뮤니티 칼리지 지구 이사회 의장을 역임했고, 현재는 캘리포니아 커뮤니티 칼리지 시스템에서 근무하고 있다.

## 훈장 및 표창
은성 훈장 표창
베트남 전쟁 중 활약에 대한 수여
미 육군 요셉 키스 켈로그 중위는 베트남 공화국에서 EAGLE THRUST 작전 중 제101공수사단에서 복무하며 전투에서의 용감함으로 은성 훈장을 수여받았다. 공중 강습 중 켈로그 중위는 부상당한 병사를 사선에서 끌어냈고, 이어서 기관총으로 적 벙커 시스템을 공격했다. 그는 적진을 돌파하며 수류탄으로 다섯 개의 적 벙커를 파괴했다. 자신의 생명에 대한 고려 없이 의무에 헌신한 그의 용감한 행동은 군 복무의 최고 전통에 부합하며, 그 자신, 그의 부대, 그리고 미 육군에 큰 명예를 안겨주었다.

작전 날짜: 베트남 전쟁
복무: 육군
사단: 제101공수사단
켈로그의 주요 훈장 및 휘장은 다음과 같다:
|           |  |                         |
|           |  |                         |
|           |  | Bronze oak leaf cluster |
|           |  |                         |
|           |  |                         |
|           |  |                         |
| Arrowhead |  |                         |
|           |  |                         |
|           |  |                         |

| width=106 |  |  |
|           |  |  |
|           |  |  |
|           |  |  |
|           |  |  |

| 최고 | 전투 보병 배지                                   | 전투 보병 배지                                   | 전투 보병 배지                                   | 전투 보병 배지                         | 전투 보병 배지                         | 전투 보병 배지                         | 전투 보병 배지                               | 전투 보병 배지                               | 전투 보병 배지                               |
| 1열  | 미국 육군 공로 훈장                              | 미국 육군 공로 훈장                              | 미국 육군 공로 훈장                              | 미국 육군 공로 훈장                    | 미국 육군 공로 훈장                    | 미국 육군 공로 훈장                    | 미국 육군 공로 훈장                          | 미국 육군 공로 훈장                          | 미국 육군 공로 훈장                          |
| 2열  | 은성 훈장                                        | 은성 훈장                                        | 은성 훈장                                        | 국방 우수 복무 훈장                    | 국방 우수 복무 훈장                    | 국방 우수 복무 훈장                    | 훈공장 (참나무 잎 클러스터 1개 포함)         | 훈공장 (참나무 잎 클러스터 1개 포함)         | 훈공장 (참나무 잎 클러스터 1개 포함)         |
| 3열  | 동성훈장 (V 장치 및 참나무 잎 클러스터 4개 포함) | 동성훈장 (V 장치 및 참나무 잎 클러스터 4개 포함) | 동성훈장 (V 장치 및 참나무 잎 클러스터 4개 포함) | 국방 공로 복무 훈장                    | 국방 공로 복무 훈장                    | 국방 공로 복무 훈장                    | 공로 훈장                                    | 공로 훈장                                    | 공로 훈장                                    |
| 4열  | 에어 메달 (V 장치 및 청동 상패 4개 포함)         | 에어 메달 (V 장치 및 청동 상패 4개 포함)         | 에어 메달 (V 장치 및 청동 상패 4개 포함)         | 합동 복무 표창 훈장                    | 합동 복무 표창 훈장                    | 합동 복무 표창 훈장                    | 육군 표창 훈장 (참나무 잎 클러스터 4개 포함) | 육군 표창 훈장 (참나무 잎 클러스터 4개 포함) | 육군 표창 훈장 (참나무 잎 클러스터 4개 포함) |
| 5열  | 육군 공로 훈장                                   | 육군 공로 훈장                                   | 육군 공로 훈장                                   | 국방부 공로 훈장                       | 국방부 공로 훈장                       | 국방부 공로 훈장                       | 국방 복무 훈장 (복무성장 2개 포함)           | 국방 복무 훈장 (복무성장 2개 포함)           | 국방 복무 훈장 (복무성장 2개 포함)           |
| 6열  | 군 해외 원정 훈장 (화살촉 장식 포함)             | 군 해외 원정 훈장 (화살촉 장식 포함)             | 군 해외 원정 훈장 (화살촉 장식 포함)             | 베트남 복무 훈장 (복무성장 7개 포함)   | 베트남 복무 훈장 (복무성장 7개 포함)   | 베트남 복무 훈장 (복무성장 7개 포함)   | 남서아시아 복무 훈장 (복무성장 2개 포함)     | 남서아시아 복무 훈장 (복무성장 2개 포함)     | 남서아시아 복무 훈장 (복무성장 2개 포함)     |
| 7열  | 무공 십자 훈장 (베트남) (금성 2개 포함)          | 무공 십자 훈장 (베트남) (금성 2개 포함)          | 무공 십자 훈장 (베트남) (금성 2개 포함)          | 국방 훈장 (캄보디아, 청동)             | 국방 훈장 (캄보디아, 청동)             | 국방 훈장 (캄보디아, 청동)             | 독일 연방군 금색 명예 십자 훈장              | 독일 연방군 금색 명예 십자 훈장              | 독일 연방군 금색 명예 십자 훈장              |
| 8열  | 베트남 전역 훈장 ('60- 장식 포함)                | 베트남 전역 훈장 ('60- 장식 포함)                | 베트남 전역 훈장 ('60- 장식 포함)                | 쿠웨이트 해방 훈장 (사우디아라비아)    | 쿠웨이트 해방 훈장 (사우디아라비아)    | 쿠웨이트 해방 훈장 (사우디아라비아)    | 쿠웨이트 해방 훈장 (쿠웨이트)                | 쿠웨이트 해방 훈장 (쿠웨이트)                | 쿠웨이트 해방 훈장 (쿠웨이트)                |
| 표창 | 합동 공로 부대 표창                              | 합동 공로 부대 표창                              | 합동 공로 부대 표창                              | 합동 공로 부대 표창                    | 합동 공로 부대 표창                    | 합동 공로 부대 표창                    | 합동 공로 부대 표창                          | 합동 공로 부대 표창                          | 합동 공로 부대 표창                          |
| 표창 | 육군 공로 부대 표창                              | 육군 공로 부대 표창                              | 육군 공로 부대 표창                              | 베트남 공화국 무공 십자 훈장 부대 표창 | 베트남 공화국 무공 십자 훈장 부대 표창 | 베트남 공화국 무공 십자 훈장 부대 표창 | 베트남 공화국 국민 행동 훈장 부대 표창       | 베트남 공화국 국민 행동 훈장 부대 표창       | 베트남 공화국 국민 행동 훈장 부대 표창       |
| 배지 | 마스터 낙하산병 배지                             | 마스터 낙하산병 배지                             | 마스터 낙하산병 배지                             | 군 자유 낙하 낙하산병 배지             | 군 자유 낙하 낙하산병 배지             | 군 자유 낙하 낙하산병 배지             | 패스파인더 배지                              | 패스파인더 배지                              | 패스파인더 배지                              |
| 배지 | 특수 부대 탭                                     | 특수 부대 탭                                     | 특수 부대 탭                                     | 레인저 탭                              | 레인저 탭                              | 레인저 탭                              | 독일 청동 낙하산병 배지                      | 독일 청동 낙하산병 배지                      | 독일 청동 낙하산병 배지                      |
| 배지 | 합동참모본부 식별 배지                           | 합동참모본부 식별 배지                           | 합동참모본부 식별 배지                           | 육군 참모 식별 배지                    | 육군 참모 식별 배지                    | 육군 참모 식별 배지                    | 제504보병연대 고유 부대 휘장                 | 제504보병연대 고유 부대 휘장                 | 제504보병연대 고유 부대 휘장                 |